# Jüdischer Friedhof (Crivitz)
Der ehemalige Jüdische Friedhof Crivitz lag an der Trammer Straße in Crivitz im Landkreis Ludwigslust-Parchim in Mecklenburg-Vorpommern. Er ist nach 1938 zerstört und 1942 eingeebnet worden.

## Geschichte
Eine erste kleine Begräbnisstätte befand sich seit 1763 oben auf dem Windmühlenberg. Wegen fortschreitendem Kiesabbau am Berg musste im Jahr 1776 ein neuer Friedhof angelegt werden. 1786 erfolgte die schrittweise Umbettung der alten Gräber.
Bis 1938 war der Friedhof von einem Bretterzaun, dann von einer Mauer umgeben. Nachher wurde das Gelände als ein Gefangenenlager genutzt. Im Zweiten Weltkrieg wurde hier ein Barackenlager für sowjetische Kriegsgefangene errichtet, die Zwangsarbeit verrichten mussten. Nach der Nutzung als Gefangenenlager ist das Grundstück an privat verkauft worden.
Ein Haus aus dieser Zeit ist heute ein Wohnhaus, Teile des Geländes werden als Lagerplatz genutzt.